# Podocarpus salicifolius
Podocarpus salicifolius — вид хвойних рослин родини подокарпових.

## Поширення, екологія
Країни поширення: Бразилія; Колумбія; Перу; Венесуела. Росте в Андах від гірських до верхньогірських дощових або хмарних лісах, на висотах від 1200 м і 2150 м над рівнем моря. Коли росте в щільному тропічному лісі то може досягти 30 м, але в тропічному лісі на крутих схилах зазвичай залишається набагато меншим, до 12 м заввишки.

## Використання
Комерційне використання не зафіксовано для цього виду, але великі дерева, безсумнівно, вирубуються на деревину, як і інші подокарпові. Деревина підходить для будівництва, столярних виробів і меблів.

## Загрози та охорона
Серйозних загроз нема. Цей вид зустрічається в кількох природоохоронних територіях, переважно у Венесуелі.